# King of New York
King of New York is een misdaadfilm uit 1990 van regisseur Abel Ferrara. De hoofdrol wordt vertolkt door Christopher Walken.

## Verhaal
Frank White is een topcrimineel en drugsbaron. Wanneer hij uit de gevangenis vrijgelaten wordt, laat hij bij zijn concurrentie meteen een visitekaartje achter. Na de moord op onder andere gangsters King Tito en Arty Clay heeft hij al gauw de touwtjes terug in handen. Bovendien wordt Frank gesteund door Jimmy Jump en diens agressieve bende.
De politie weigert Frank uit het oog te verliezen. Maar wanneer ze besluiten om Jimmy Jump en z'n bende op te pakken, zorgt Frank ervoor dat ze even later terug vrij zijn. Dan bedenkt agent Dennis Gilley een plan om Frank aan te pakken. De agenten zijn het beu om te zien dat criminelen zoals Frank White aan de macht zijn in een stad zoals New York. Daarom stelt hij voor dat hij en z'n collega's zich voor doen als een criminele bende. Ze willen Frank vermoorden.
Ondertussen heeft Frank de bende van Larry Wong overvallen. Met de winst die hij maakt, wil hij een ziekenhuis voor arme mensen steunen. Dit wordt door de stad enorm geapprecieerd. Maar de agenten onder leiding van Roy Bishop kunnen niet lachen met het status van Frank en besluiten in te grijpen.
Wanneer Frank met z'n bende een feestje organiseert, wordt hij overrompeld door een groep gemaskerde mannen. In het vuurgevecht dat volgt, ontsnappen enkel Frank en Jump. De gemaskerde mannen achtervolgen hen, maar zo komen de twee gangsters te weten dat het politieagenten zijn. Jump schiet er op los en enkel Dennis en Thomas Flanigan overleven de zee aan kogels. Nadat Frank gevlucht is, komt het tot een dodelijke confrontatie tussen de twee agenten en Jump. Dennis blijkt achteraf de enige overlevende te zijn.
Daarom besluit Frank wraak te nemen voor de moord op Jump en diens mannen. Op de begrafenis van de andere agenten, schiet hij Dennis dood. Maar daar stopt het niet voor Frank. Nu wil hij ook Roy Bishop duidelijk maken dat hij onaantastbaar is. Wanneer Roy thuis komt, merkt hij dat Frank zich in z'n huis bevindt. Frank vertelt dat hij de baas is in deze stad en bindt Roy aan een stoel vast. Van zodra Frank vertrekt, ontsnapt Roy en gaat hij in de metro op zoek naar Frank. De twee staan opnieuw oog in oog met elkaar en ook nu blijft een dodelijke confrontatie niet uit...

## Rolverdeling
| Acteur               | Personage                  |
| -------------------- | -------------------------- |
| Christopher Walken   | Frank White                |
| David Caruso         | Dennis Gilley              |
| Laurence Fishburne   | Jimmy Jump                 |
| Victor Argo          | Roy Bishop                 |
| Wesley Snipes        | Tommy Flanigan             |
| Janet Julian         | Jennifer                   |
| Giancarlo Esposito   | Lance                      |
| Paul Calderón        | Joey Dalesio               |
| Steve Buscemi        | Test Tube                  |
| Joey Chin            | Larry Wong                 |
| Theresa Randle       | Raye                       |
| Leonard L. Thomas    | Blood                      |
| Roger Guenveur Smith | Tanner                     |
| Carrie Nygren        | Melanie                    |
| Ernest Abuba         | Tito "King Tito" Salvador  |
| Frank Adonis         | Paul Calgari               |
| Erica Gimpel         | Shute                      |
| Frank Gio            | Arty Clay                  |
| Robert LaSardo       | Nico                       |
| Harold Perrineau     | Subway Mugger              |
| James Lorinz         | Tip Connolly               |
| Gary Landon Mills    | "Chilly"                   |
| Alonna Shaw          | Kathleen Mulligan-Connolly |
| Jay Julien           | Abraham Cott               |
| Freddy Howard        | Emilio "El Zapa"           |
| Lia Chang            | Triad Member               |
| Vanessa Angel        | British Woman              |
| Phoebe Legere        | Prostitutee                |
| Freddie Jackson      | Zichzelf                   |
| Ariane Koizumi       | Haarzelf                   |
| Pete Hamill          | Zichzelf                   |
| David Proval         | Card Player                |

## Trivia
- James Russo was de eerste keuze voor de rol van Jimmy Jump. De rol ging uiteindelijk naar Laurence Fishburne.
- Op aanraden van David Caruso werd Wesley Snipes als acteur geselecteerd.
- De opnames duurden 40 dagen.
- Er komt een prequel van deze film: Pericle il Nero (2011).